# Georgij Rjabov
Georgij Il'ič Rjabov (in russo Георгий Ильич Рябов?; Tallinn, 23 agosto 1938 – Mosca, 16 giugno 2020) è stato un calciatore sovietico dal 1991 estone, di ruolo difensore.

## Statistiche

### Cronologia presenze e reti in nazionale
| Cronologia completa delle presenze e delle reti in nazionale ― Unione Sovietica | Cronologia completa delle presenze e delle reti in nazionale ― Unione Sovietica | Cronologia completa delle presenze e delle reti in nazionale ― Unione Sovietica | Cronologia completa delle presenze e delle reti in nazionale ― Unione Sovietica | Cronologia completa delle presenze e delle reti in nazionale ― Unione Sovietica | Cronologia completa delle presenze e delle reti in nazionale ― Unione Sovietica | Cronologia completa delle presenze e delle reti in nazionale ― Unione Sovietica | Cronologia completa delle presenze e delle reti in nazionale ― Unione Sovietica |
| Data                                                                            | Città                                                                           | In casa                                                                         | Risultato                                                                       | Ospiti                                                                          | Competizione                                                                    | Reti                                                                            | Note                                                                            |
| ------------------------------------------------------------------------------- | ------------------------------------------------------------------------------- | ------------------------------------------------------------------------------- | ------------------------------------------------------------------------------- | ------------------------------------------------------------------------------- | ------------------------------------------------------------------------------- | ------------------------------------------------------------------------------- | ------------------------------------------------------------------------------- |
| 22-5-1963                                                                       | Mosca                                                                           | Unione Sovietica                                                                | 0 – 1                                                                           | Svezia                                                                          | Amichevole                                                                      | -                                                                               |                                                                                 |
| 20-5-1964                                                                       | Mosca                                                                           | Unione Sovietica                                                                | 1 – 0                                                                           | Uruguay                                                                         | Amichevole                                                                      | -                                                                               | 46’                                                                             |
| 30-5-1965                                                                       | Mosca                                                                           | Unione Sovietica                                                                | 2 – 1                                                                           | Galles                                                                          | Qual. Mondiali 1966                                                             | -                                                                               |                                                                                 |
| 27-6-1965                                                                       | Mosca                                                                           | Unione Sovietica                                                                | 6 – 0                                                                           | Danimarca                                                                       | Qual. Mondiali 1966                                                             | -                                                                               |                                                                                 |
| 4-7-1965                                                                        | Mosca                                                                           | Unione Sovietica                                                                | 0 – 3                                                                           | Brasile                                                                         | Amichevole                                                                      | -                                                                               |                                                                                 |
| Totale                                                                          |                                                                                 | Presenze                                                                        | 5                                                                               |                                                                                 | Reti                                                                            | 0                                                                               |                                                                                 |